# Campeonato Europeo de Piragüismo en Aguas Tranquilas de 2024
El XXIV Campeonato Europeo de Piragüismo en Aguas Tranquilas se celebró en Szeged (Hungría) entre el 13 y el 16 de junio de 2024 bajo la organización de la Asociación Europea de Piragüismo (ECA) y la Federación Húngara de Piragüismo.
Las competiciones se realizaron en el canal de piragüismo Maty-ér, ubicado al sudoeste de la ciudad húngara.

## Medallistas

### Femenino
| Evento            | Oro                                                                       | Plata                                                                                                 | Bronce                                                                                 |
| ----------------- | ------------------------------------------------------------------------- | --- | -------------------------------------------------------------------------------------- |
| K1 200 m (14.06)  | Anna Lucz · Hungría · 39,543 s                                            | Katarzyna Kołodziejczyk · Polonia · 40,280 s                                                          | Bolette Iversen Dinamarca 40,330 s                                                     |
| K2 200 m (15.06)  | Blanka Kiss · Anna Lucz · Hungría · 38,023                                | Mia Medved Anja Osterman Eslovenia 38,166                                                             | Katarzyna Kołodziejczyk · Sandra Ostrowska · Polonia · 38,623                          |
| K1 500 m (15.06)  | Tamara Csipes · Hungría · 1:54,580                                        | Emma Jørgensen Dinamarca 1:56,530                                                                     | Milica Novaković Serbia 1:57,177                                                       |
| K2 500 m (16.06)  | Emma Jørgensen Frederikke Matthiesen Dinamarca 1:45,804                   | Justyna Iskrzycka · Katarzyna Kołodziejczyk · Polonia · 1:45,911                                      | Alida Gazsó · Tamara Csipes · Hungría · 1:46,574                                       |
| K4 500 m (15.06)  | Noémi Pupp · Sára Fojt · Tamara Csipes · Alida Gazsó · Hungría · 1:35,168 | Justyna Iskrzycka · Sandra Ostrowska · Julia Olszewska · Katarzyna Kołodziejczyk · Polonia · 1:36,388 | Maria Virik · Anna Sletsjøe · Hedda Øritsland · Kristine Amundsen · Noruega · 1:37,151 |
| K1 1000 m (14.06) | Justyna Iskrzycka · Polonia · 3:52,701                                    | Eszter Rendessy · Hungría · 3:53,908                                                                  | Melina Andersson · Suecia · 3:54,355                                                   |
| K2 1000 m (15.06) | Noémi Pupp · Sára Fojt · Hungría · 3:55,154                               | Melina Andersson · Julia Lagerstam · Suecia · 3:56,081                                                | Maria Virik · Hedda Øritsland · Noruega · 3:56,217                                     |
| K1 5000 m (16.06) | Emese Kőhalmi · Hungría · 22 :33,539                                      | Melina Andersson · Suecia · 22:34,641                                                                 | Maria Virik · Noruega · 22:35,532                                                      |
| C1 200 m (16.06)  | Dorota Borowska · Polonia · 46,322                                        | Antía Jácome · España · 47,262                                                                        | Yuliya Trushkina · AIN · 47,712                                                        |
| C2 200 m (15.06)  | María Corbera Muñoz · Antía Jácome · España · 44,976                      | Sylwia Szczerbińska · Dorota Borowska · Polonia · 45,356                                              | Ágnes Kiss · Bianka Nagy · Hungría · 45,442                                            |
| C1 500 m (14.06)  | Alena Nazdrova · AIN · 2:02,749                                           | Giada Bragato · Hungría · 2:04,096                                                                    | María Corbera Muñoz · España · 2:04,356                                                |
| C2 500 m (15.06)  | Ágnes Kiss · Bianka Nagy · Hungría · 2:00,490                             | Sylwia Szczerbińska · Dorota Borowska · Polonia · 2:00,574                                            | Anhelina Bardanouskaya · Volha Klimava · AIN · 2:00,784                                |
| C1 5000 m (16.06) | Volha Klimava · AIN · 26:02,860                                           | Valeriya Tereta · Ucrania · 26:21,898                                                                 | Zsófia Kisbán · Hungría · 26:41,366                                                    |

## Medallero
| Núm. | País            | Oro | Plata | Bronce | Total |
| ---- | --------------- | --- | ----- | ------ | ----- |
| 1    | Hungría         | 10  | 6     | 4      | 20    |
| 2    | AIN             | 5   | 2     | 2      | 9     |
| 3    | Polonia         | 3   | 10    | 1      | 14    |
| 4    | Portugal        | 2   | 1     | 1      | 4     |
| 5    | AIN             | 2   | 1     | 0      | 3     |
| 6    | Italia          | 2   | 0     | 2      | 4     |
| 7    | España          | 1   | 2     | 3      | 6     |
| 8    | Dinamarca       | 1   | 1     | 2      | 4     |
| 9    | Ucrania         | 1   | 1     | 0      | 2     |
| 10   | Moldavia        | 1   | 0     | 3      | 4     |
| 11   | Rumania         | 1   | 0     | 0      | 1     |
| 12   | Suecia          | 0   | 2     | 1      | 3     |
| 13   | República Checa | 0   | 1     | 1      | 2     |
| 14   | Alemania        | 0   | 1     | 0      | 1     |
| 14   | Eslovenia       | 0   | 1     | 0      | 1     |
| 16   | Noruega         | 0   | 0     | 3      | 3     |
| 17   | Georgia         | 0   | 0     | 2      | 2     |
| 18   | Austria         | 0   | 0     | 1      | 1     |
| 18   | Francia         | 0   | 0     | 1      | 1     |
| 18   | Lituania        | 0   | 0     | 1      | 1     |
| 18   | Serbia          | 0   | 0     | 1      | 1     |
|      | TOTAL           | 29  | 29    | 29     | 87    |

1. 1 2 3 4 5 6 7 8 9 10  Los deportistas de Bielorrusia compiten bajo la denominación «Atletas Individuales Neutrales» y las siglas AIN.
2. 1 2 3 4  Los deportistas de Rusia compiten bajo la denominación «Atletas Individuales Neutrales» y las siglas AIN.